# Tim Schneider
Tim Schneider (Berlim, 1 de setembro de 1997), é um basquetebolista profissional alemão que atualmente joga pelo Alba Berlin. O atleta tem 2,08m de altura, pesa 108 kg atuando na posição ala-pivô.